# Ondřej Zdráhala
Ondřej Zdráhala (ur. 10 lipca 1983 w Hranicach) – czeski piłkarz ręczny, środkowy rozgrywający, od 2018 zawodnik Wisły Płock.
Reprezentant Czech, uczestnik mistrzostw świata i Europy. Król strzelców mistrzostw Europy w Chorwacji (2018; 56 bramek).

## Kariera sportowa
Z Baníkiem Karviná wywalczył cztery mistrzostwa Czech. Będąc zawodnikiem tego klubu rozegrał w Lidze Mistrzów w ciągu czterech sezonów 21 meczów i rzucił 70 bramek. W latach 2007–2009 występował w grającym w Bundeslidze TV Großwallstadt. Następnie był ponownie graczem Baníka Karviná, a od lutego 2010 grał w norweskim Bodø HK. Później był zawodnikiem kolejno: TM Tønder Håndbold, DHC Rheinland, MŠK Považská Bystrica i ASV Hamm-Westfalen. W 2016 przeszedł do szwajcarskiego TSV St. Otmar St. Gallen. W sezonie 2016/2017 rozegrał w lidze 20 meczów i zdobył 134 gole, a także wystąpił w trzech spotkaniach Challenge Cup, w których rzucił 19 bramek. W sezonie 2017/2018 rozegrał w szwajcarskiej ekstraklasie 26 meczów, w których zdobył 128 goli.
W lipcu 2018 został zawodnikiem Wisły Płock, z którą podpisał dwuletni kontrakt. W Superlidze zadebiutował 12 września 2018 w wygranym spotkaniu z Chrobrym Głogów (33:26), w którym zdobył trzy gole. W sezonie 2018/2019 rozegrał w polskiej lidze 23 mecze i rzucił 42 bramki, zaś w Lidze Mistrzów, na której parkietach pojawił się po raz pierwszy od ok. 13 lat, zanotował 14 występów i zdobył 14 goli.
W reprezentacji Czech zadebiutował 20 grudnia 2005 w przegranym meczu z Węgrami (25:27), zaś pierwsze trzy bramki rzucił dwa dni później w spotkaniu z Polską (30:22). W 2010 wystąpił w mistrzostwach Europy w Austrii. W 2015 uczestniczył w mistrzostwach świata w Katarze, podczas których zagrał w siedmiu meczach i zdobył 30 goli (miał także sześć asyst). W 2018 wziął udział w mistrzostwach Europy w Chorwacji, w których w siedmiu spotkaniach rzucił 56 bramek i został królem strzelców turnieju. Na jego dorobek strzelecki złożyło się m.in. 14 goli w meczu z Węgrami (33:27) i 13 w spotkaniu o 5. miejsce z Chorwacją (27:28).

## Sukcesy
Baník Karviná
- Mistrzostwo Czech: 2003/2004, 2004/2005, 2005/2006, 2006/2007

Indywidualne
- Król strzelców mistrzostw Europy w Chorwacji w 2018 (56 bramek)[10]